# Жанатурмис (Ордабасинський район)
Жанатурми́с (каз. Жаңатұрмыс) — село у складі Ордабасинського району Туркестанської області Казахстану. Входить до складу Карааспанського сільського округу.
До 2007 року село називалось Більшовик.
Населення — 155 осіб (2021; 211 у 2009, 232 у 1999, 202 у 1989).